# 王于漸
王于漸，SBS，JP（1952年6月20日—），香港經濟學家，現任香港大學暫任首席副校長，香港大學金融學院經濟學講座教授、黃乾亨黃英豪基金教授（政治經濟學）。他生於上海，曾任香港大學商學院院長、經濟及工商管理學院院長，後為首席副校長。曾任民主思路理事和香港政治及行政學苑院長，並曾在多個政府委員會出任委員，亦是團結香港基金顧問。

## 經歷
王于漸早年在上海出生，就讀德信學校及九龍華仁書院，後赴美國芝加哥大學留學，相繼取得經濟學學士（1974年）、碩士（1974年）學位。
1976年，王于漸回港於香港中文大學經濟系出任助理講師。1981年獲芝加哥大學頒發哲學博士學位後，晉升為講師，同時出任新亞書院學生事務長（1981年－1983年）。其後參與逸夫書院的創立與草創時期的工作。在1987年成為高級講師。在中大期間，他曾在芝加哥大學全国民意研究中心、史丹佛大學胡佛战争、革命与和平研究所任訪問學人。1988年，王于漸創立香港經濟研究中心，並擔任中心主任至今。
1992年，王于漸加入香港大學經濟及工商管理學院，擔任副教授，三年後晉升為教授。；其後曾擔任商學院院長（1997－2002年）、經濟及工商管理學院院長（2001－2007年，其中2001－2002年及2004－2007年為署理院長）、首席副校長（2004－2010年）等管理職務。在其擔任商學院院長期間，該院增設了「工商管理學學士（法學）及法學士」、「工商管理學士（資訊系統）及工學士」等雙學位課程。1997及1999年，他分別創立了香港大學亞太經濟合作研究中心及香港經濟及商業策略研究所，並任後者的主任至今。自2001年起，他亦擔任校務委員會委員。
2011年，王于漸成為黃乾亨黃英豪基金教授。
2019年4月起，再度出任香港大學暫任首席副校長，以接替突然請辭、自2015年起暫任首副的譚廣亨。
2024年1月起，因應行政及財務副校長潘巍署任一年後提前離任，王于漸以暫任首席副校長兼署理行政及財務副校長。
2024年5月28日，香港大學校委會主席王沛詩被指繞過校長張翔，在會議中加入審議多名副校長人選程序，最終通過七名副校長的暫任安排。其中王于漸轉任空缺多時的副校長（大學拓展），其暫任首席副校長一職由化學系讲座教授任詠華接替，而行政及財務副校長則由田之楠出任。

## 公共服務
王于漸曾參與不少公共服務，包括參與外匯基金諮詢委員會、香港房屋委員會、工業及科技發展局、大學教育資助委員會、中央政策組、行政長官特設創新科技委員會、策略發展委員會等。
1999年，王于漸獲香港特別行政區政府頒贈銀紫荊星章，以表揚其對香港教育、房屋、工業及科技發展所作出的貢獻，並於翌年獲委任為太平紳士。

## 研究領域
- 人力資源經濟學
- 房屋及人口經濟學
- 經濟政策及經濟改革

## 部分著作
- Fixing Inequality in Hong Kong, Hong Kong University Press, Hong Kong, February 2017, 316 pages.
- 《面對不均再創奇蹟》
- “「一帶一路」建設中的香港新興產業平台” ，載於 『一帶一路與香港』，林建忠主編，三聯書店（香港）有限公司 。
- “如何用經濟學方法在香港實踐扶貧和解決老人貧困”，載於《經濟說、信仰話》，  林潔珍、廖柏偉、宋恩榮主編，宣道出版社。
- “如何用經濟學方法扶貧和解決老人貧困”，載於《經濟、金融與基督教視角》， 林潔珍、黃元山主編，上海社會科學院出版社。
- Hong Kong Land for Hong Kong People
- 《芝大經濟學派與市場社會秩序》
- “重拾政改動力，如期普選特首”，載於《香港，2014 － 名人眼中的香港政局》,  薛龍樹選編, 中華出版社。
- “香港民主政制的三大主流論說”，載於 《香港，2014 － 名人眼中的香港政局》， 薛龍樹選編, 中華出版社。